# コスタ・ベネチア
コスタ・ベネチア（Costa Venezia）は、コスタ・クルーズが運航しているクルーズ客船。

## 概要
コスタ・クルーズのコスタ・ベネチア級1番船として2019年3月に就航。処女航海はトリエステから東方見聞録の著者マルコ・ポーロがたどったとされる航路をたどり、2019年4月29日に東京都の東京港（大井水産物埠頭）に入港した。
同日、この日本初入港を記念して、セレモニーCOSTA VENEZIA MAIDEN CALLが開催され、浅輪宇充国土交通省大臣官房技術参事官や、斎藤真人東京都港湾局長らが参列した。
同年5月13日には台湾の基隆市から鹿児島港及び油津港を経由して天保山に着岸の後、高知港を経て基隆に帰港した。5月20日には福岡県の博多港にも来航した。
母港は上海で、2020年に就航予定の2番船・コスタ・フィレンツェとともにアジアを中心としたクルーズ客船として運用される。

## 姉妹船
- 2番船　「コスタ・フィレンツェ（Costa Firenze）」：2020年9月就航[6]